# Kanton Courbevoie-2
Kanton Courbevoie-2 is een kanton van het Franse departement Hauts-de-Seine. Het werd opgericht bij decreet van 24 februari 2014, met uitwerking in maart 2015.

Kanton Courbevoie-2 maakt deel uit van het arrondissement Nanterre en telt 76.229 inwoners in 2017. 

## Gemeenten
Het kanton Courbevoie-2 omvat volgende gemeenten:
- Courbevoie (hoofdplaats) (zuidelijk deel)
- Puteaux